# Crossfire (песня Брэндона Флауэрса)
«Crossfire» (в переводе с англ. — «Между двух огней») — песня американского автора-исполнителя и фронтмена рок-группы The Killers Брэндона Флауэрса и первый сингл из его дебютного альбома Flamingo. Сингл был спродюсирован Бренданом О’Брайеном и выпущен летом 2010 года.
Сингл вошёл в лучшую десятку хит-парадов Бельгии, Великобритании и Ирландии, а также занял шестое место в американском чарте Alternative Songs журнала «Биллборд». В списке лучших песен он занял 135-е место на сайте газеты New York Post и 31-е — на Gigwise.com.

## Релиз и продвижение
«Crossfire» впервые появилась в интернете 11 июня 2010 года. 14 июня состоялась её премьера на британской радиостанции BBC Radio 1 в программе Зейна Лоу, в которой Флауэрс также дал интервью. 3 августа сингл был выпущен на 10-дюймовом виниловом диске с изображением (picture disc); сторона «Б» содержала акустическую версию песни «On the Floor». С этой песней, единственной в плей-листе «Би-би-си», Брэндон стал наиболее часто ротируемым исполнителем на неделе, завершившейся 23 августа. «Crossfire» была включена в основной плей-лист BBC Radio 1 и BBC Radio 2. 6 сентября композиция возглавила хит-парад журнала New Musical Express и оставалась на вершине до 27 сентября.
8 июля 2010 года на YouTube-канале Флауэрса был представлен видеоклип на песню, срежиссированный Нэшем Эджертоном с участием Шарлиз Терон, которая сыграла роль сильной девушки, освобождающей своего возлюбленного из плена. Видео получило номинацию на премию NME.

## Отзывы
Критики прохладно встретили сольную работу Флауэрса. В журнале «Роллинг Стоун» песне поставили 2,5 звезды с такими словами: «Она звучит как бисайд Killers — стандартный танцевальный рок в духе „Boss встречает Bono“, напичканный таким метеорологически-метафорическим неистовством Флауэрса, что возникает желание обратиться в FEMA».
Журнал Fuzz назвал композицию «боевой»: «Боевую в плане её торжественного настроя, будто ты отправляешься свершать великие дела, и уверен в том, что всё получится». На сайте Звуки.Ру обратили внимание на «траурные интонации» в голосе Флауэрса, связав это с недавними трагическими событиями в жизни певца.

## Список композиций
iTunes download
1. «Crossfire» — 4:17

Promo CD
1. «Crossfire» (radio version) — 3:59
2. «Crossfire» (album version) — 4:17
3. «Crossfire» (instrumental) — 4:17

10" picture disc
1. «Crossfire» — 4:17
2. «On the Floor 2.0» — 3:10

## Чарты
| Чарт (2010)                                 | №  |
| ------------------------------------------- | -- |
| Австралия (ARIA)                            | 46 |
| Австрия (Ö3 Austria Top 40)                 | 52 |
| Бельгия/Фландрия (Ultratip Bubbling Under)  | 3  |
| Бельгия/Валлония (Ultratip Bubbling Under)  | 49 |
| Канада (Billboard Canadian Hot 100)         | 70 |
| Дания (Tracklisten)                         | 40 |
| Европа (Billboard European Hot 100 Singles) | 23 |
| Германия (GfK)                              | 34 |
| Ирландия (IRMA)                             | 4  |
| Япония (Billboard Japan Hot 100)            | 64 |
| Нидерланды (Dutch Top 40)                   | 19 |
| Новая Зеландия (Recorded Music NZ)          | 22 |
| Шотландия (OCC Scotland)                    | 5  |
| Швейцария (Schweizer Hitparade)             | 35 |
| Великобритания (OCC UK Singles)             | 8  |
| США (Billboard Adult Pop Airplay)           | 23 |
| Alternative Songs (Billboard)               | 6  |
| США (Billboard Dance Club Songs)            | 7  |
| Rock Songs (Billboard)                      | 11 |